# Essie Davis
Esther "Essie" Davis (født 1970) er en skuespiller fra Australien. Hun er født og opvokset i Hobart, Tasmanien, og er datter af den lokalt velkendte kunstner George Davis.

## Filmografi
- The Custodian (1993) som Jilly
- Lilian's Story (1995) som Zara
- Dad and Dave: On Our Selection (1995) som Kate
- River Street (1996) som Wendy
- Blackrock (1997) som Det. Gilhooley
- Water Rats, "Dead or Alive" og "Blood Trail" (1997) som Senior Detective Nicola Bourke
- The Two-Wheeled Time Machine (1997) som Young Alice
- The Ripper (1997, TV) som Evelyn Bookman
- The Sound of One Hand Clapping (1998) som Jean
- Kings in Grass Castles (1998, TV miniserie) som Mary Costello
- Murder Call, "Deadfall" (1998) som Judy St. John
- Halifax f.p.: "The Spider and the Fly" (2000, TV) som Alison Blount
- Corridors of Power, episode #1.4 (2001) som Sophie
- Young Lions, 2 episoder in 2002 som Julie Morgan
- The Pact (2003) som Helene Davis
- Enter the Matrix (2003) (video game) som Maggie
- The Matrix Reloaded (2003) som Maggie
- After the Deluge (2003, Tv miniserie) som Beth
- Temptation (2003, TV) som Julie
- Pige med perleørering (2003) som Catharina Vermeer
- Code 46 (2003) som Doctor
- The Matrix Revolutions (2003) som Maggie
- Isolation (2005) som Orla
- The Silence (2005) som Juliet Moore
- Sweeney Todd (2006, TV) som Mrs. Nellie Lovett
- Charlottes tryllespind (2006) som Mrs. Arable
- Hey, Hey, It's Esther Blueburger (2008) som Grace Blueburger
- Australia (2008) som Catherine Carney Fletcher
- Legenden om Vogterne: Uglerne fra Ga'Hoole (2010) kun stemme som Marella
- South Solitary (2010) som Alma Stanley
- Cloudstreet (2010) som Dolly Pickles
- Play School (2011) som hende selv
- The Slap (2011, TV) som Anouk
- Burning Man (2011) som Karen
- Mord med Miss Fisher (2012, 2013, TV) som Phryne Fisher
- The Babadook (2014) som Amelia
- A Poet in New York (2014) som Caitlin Thomas